# Black Cap (Antarktika)
Die Black Cap (englisch für Schwarze Mütze) ist ein markanter und felsiger Berggipfel im ostantarktischen Viktorialand. Er überragt das nordwestliche Ende der Insel Teall Island unmittelbar südlich der Einmündung des Skelton-Gletschers in das Ross-Schelfeis.
Die neuseeländische Mannschaft der Commonwealth Trans-Antarctic Expedition (1955–1958) sichtete die Formation im Februar 1957 und gab ihr ihren deskriptiven Namen.